# Podsavezna nogometna liga Mostar 1961./62.
Podsavezna nogometna liga Mostar, također i kao "Mostarska podsavezna liga" je bila liga četvrtog stupnja nogometnog prvenstva Jugoslavije u sezoni 1961./62. 
 Sudjelovalo je 7 klubova, a prvak je bila "Mladost" iz Lištice (današnjeg Širokog Brijega). 

## Ljestvica
| mj. | klub               | ut. | pob. | ner. | por. | gol+ | gol- | bod |
| --- | ------------------ | --- | ---- | ---- | ---- | ---- | ---- | --- |
| 1.  | Mladost Lištica    | 10  | 7    | 0    | 3    | 35   | 19   | 14  |
| 2.  | Jadran Ploče       | 10  | 5    | 2    | 3    | 25   | 8    | 12  |
| 3.  | Neretvanac Opuzen  | 10  | 6    | 0    | 4    | 24   | 17   | 12  |
| 4.  | Turbina Jablanica  | 10  | 5    | 2    | 3    | 28   | 26   | 12  |
| 5.  | Metalac Trebinje   | 6   | 3    | 1    | 2    | 14   | 6    | 7   |
| 6.  | Željezničar Konjic | 10  | 2    | 1    | 7    | 12   | 45   | 5   |
| 7.  | Bekija Grude       | 6   | 0    | 0    | 6    | 6    | 23   | 0   |

- Lištica – tadašnji naziv za Široki Brijeg
- "Jadran" iz Ploča i "Neretvanac" iz Opuzena – klubovi iz Hrvatske
- "Bekija" iz Gruda i "Metalac" iz Trebinja su odustali u proljetnom dijelu natjecanja

## Rezultatska križaljka
| kratica | klub               | JAD | MLA | NER | TUR | ŽELJ | BEK | MET |
| --- | ------------------ | --- | --- | --- | --- | ---- | --- | --- |
| JAD | Jadran Ploče       |     |     |     |     |      |     |     |
| MLA | Mladost Lištica    |     |     |     |     |      |     |     |
| NER | Neretvanac Opuzen  |     |     |     |     |      |     |     |
| TUR | Turbina Jablanica  |     |     |     |     |      |     |     |
| ŽELJ | Željezničar Konjic |     |     |     |     |      |     |     |
| BEK | Bekija Grude       |     |     |     |     |      |     |     |
| MET | Metalac Trebinje   |     |     |     |     |      |     |     |
| |                    |     |     |     |     |      |     |     |
| podebljan rezultat - utakmice od 1. do 7. kola (1. utakmica između klubova) rezultat normalne debljine - utakmice od 8. do 14. kola (2. utakmica između klubova) rezultat nakošen - nije vidljiv redoslijed odigravanja međusobnih utakmica iz dostupnih izvora rezultat nakošen i smanjen * - iz dostupnih izvora nije uočljiv domaćin susreta prekrižen rezultat - poništena ili brisana utakmica p - utakmica prekinuta 3:0 p.f. / 0:3 p.f. - rezultat 3:0 bez borbe n.i. - nije igrano |                    |     |     |     |     |      |     |     |

 Izvori: 